# Fire Birds
Pour les articles homonymes, voir Firebirds (homonymie).
Pour plus de détails, voir Fiche technique et Distribution.
Fire Birds ou Les Oiseaux de feu au Québec est un film américain réalisé par David Green, sorti en 1990.

## Synopsis
Jake Preston est pilote d'hélicoptère dans l'US Army. Il perd son meilleur ami lors d'une mission anti-drogue effectuée en Amérique du Sud, tué par un redoutable pilote mercenaire à la solde des cartels colombiens. De retour aux États-Unis, il perd goût à la vie et envisage de démissionner de l'armée. Mais Brad Little, un instructeur plus coriace que les autres, va lui redonner l'envie de se battre et la motivation de voler sur un nouvel hélicoptère de combat, le AH-64 Apache. En compagnie de la belle Sharon Geller et de son copilote Billie Lee Guthrie, il va retourner en Amérique du Sud pour participer à l'éradication du cartel.

## Fiche technique
Sauf indication contraire, les informations mentionnées dans cette section peuvent être confirmées par les bases de données cinématographiques IMDb et Allociné,  présentes dans la section « Liens externes ».
- Titre original et français : Fire Birds
- Titre québécois : Les Oiseaux de Feu[1]
- Réalisateur : David Green
- Scénaristes : Nick Thiel et Paul F. Edwards, d'après une histoire de Dale Dye, John K. Swensson et Step Tyner
- Musique : David Newman
- Direction artistique : Pat Tagliaferro
- Décors : Joseph T. Garrity
- Costumes : Ellis Cohen
- Photographie : Tony Imi
- Son : Tom E. Dahl, Franklin Jones Jr., Mark Ulano
- Montage : Norman Buckley, Dennis M. O'Connor et Jon Poll
- Production : Bill Badalato
  - Production déléguée : Keith Barish et Arnold Kopelson
  - Production associée : Bettina Gilois
  - Coproduction : Dale Dye et John K. Swensson
- Sociétés de production : Nova International Films, présenté par Touchstone Pictures
- Sociétés de distribution : Buena Vista Pictures Distribution (États-Unis) ; AFMD (France)
- Budget : 22 millions de $ (estimation)[2]
- Pays de production :  États-Unis
- Langue originale : anglais
- Format : couleur (DeLuxe) / (Technicolor) — 35 mm — 1,85:1 — son Dolby
- Genre : action, aventure
- Durée : 85 minutes
- Dates de sortie[3] :
  - États-Unis, Québec : 25 mai 1990[1]
  - France : 8 août 1990
- Classification :
  - États-Unis : accord parental recommandé, film déconseillé aux moins de 13 ans (PG-13 - Parents Strongly Cautioned)
  - France : tous publics
  - Québec : tous publics (G - General Rating)[4]

## Distribution
- Nicolas Cage  (VF : Nicolas Marié ; VQ : Mario Desmarais) : Jake Preston
- Tommy Lee Jones  (VF : Bernard Tiphaine ; VQ : Alain Clavier) : Brad Little
- Sean Young  (VF : Annie Balestra ; VQ : Claudie Verdant) : Billie Lee Guthrie
- Bryan Kestner  (VF : Luq Hamet ; VQ : Jean-Luc Montminy) : Breaker
- Illana Diamant (en) : Sharon Geller
- Dale Dye  (VF : Raoul Delfosse ; VQ : Jean Fontaine) : A.K. McNeil
- Mary Ellen Trainor (VQ : Élizabeth Lesieur) : Janet Little
- J.A. Preston : général Olcott
- Peter Onorati (VQ : Ronald France) : Rice
- Charles Lanyer : Darren Phillips
- Marshall R. Teague : Doug Daniels
- Cylk Cozart (VQ : Sébastien Dhavernas) : Dewar Proctor
- Charles Kahlenberg : Oscar De Marco
- Gregory Vahanian : Tom Davis
- Bob Lujan : Steward Rives

## Éditions en vidéo
- En France, le film Fire Birds est sorti en DVD le 13 décembre 1999[5].
- Au Québec, le film est sorti en DVD et Blu-ray le 3 mai 2005[1].

## Commentaire
- Ce film a été édité en DVD en 1999 sous le titre "Apache".
- L'accueil de la presse et des spectateurs aux États-Unis a été relativement mauvais. Malgré certaines scènes spectaculaires, la présence de deux acteurs reconnus et populaires ainsi que du soutien officiel du département de la Défense des États-Unis par la mise à disposition de plusieurs bases et moyens aériens (hélicoptères), il a été reproché au film de souffrir d'une interprétation molle, d'un scénario sans aucune originalité et de n'être qu'une pâle sous-copie du mythique Top Gun sorti quatre ans plus tôt.
- Le réalisateur a obtenu de la part de l'École des pilotes d'essais américains ("National Test Pilot School") basée dans le désert des Mojaves, le prêt de deux avions de combat de type Saab 35 Draken pour « jouer » le rôle des « méchants », avions originaux et relativement rares sur les écrans, qui plus est dans une production hollywoodienne.